# Reyvroz
Reyvroz är en kommun i departementet Haute-Savoie i regionen Auvergne-Rhône-Alpes i sydöstra Frankrike. Kommunen ligger i kantonen Thonon-les-Bains-Est som tillhör arrondissementet Thonon-les-Bains. År 2022 hade Reyvroz 498 invånare.

## Befolkningsutveckling
Antalet invånare i kommunen Reyvroz
| Referens: INSEE |